# Zoológico congelado

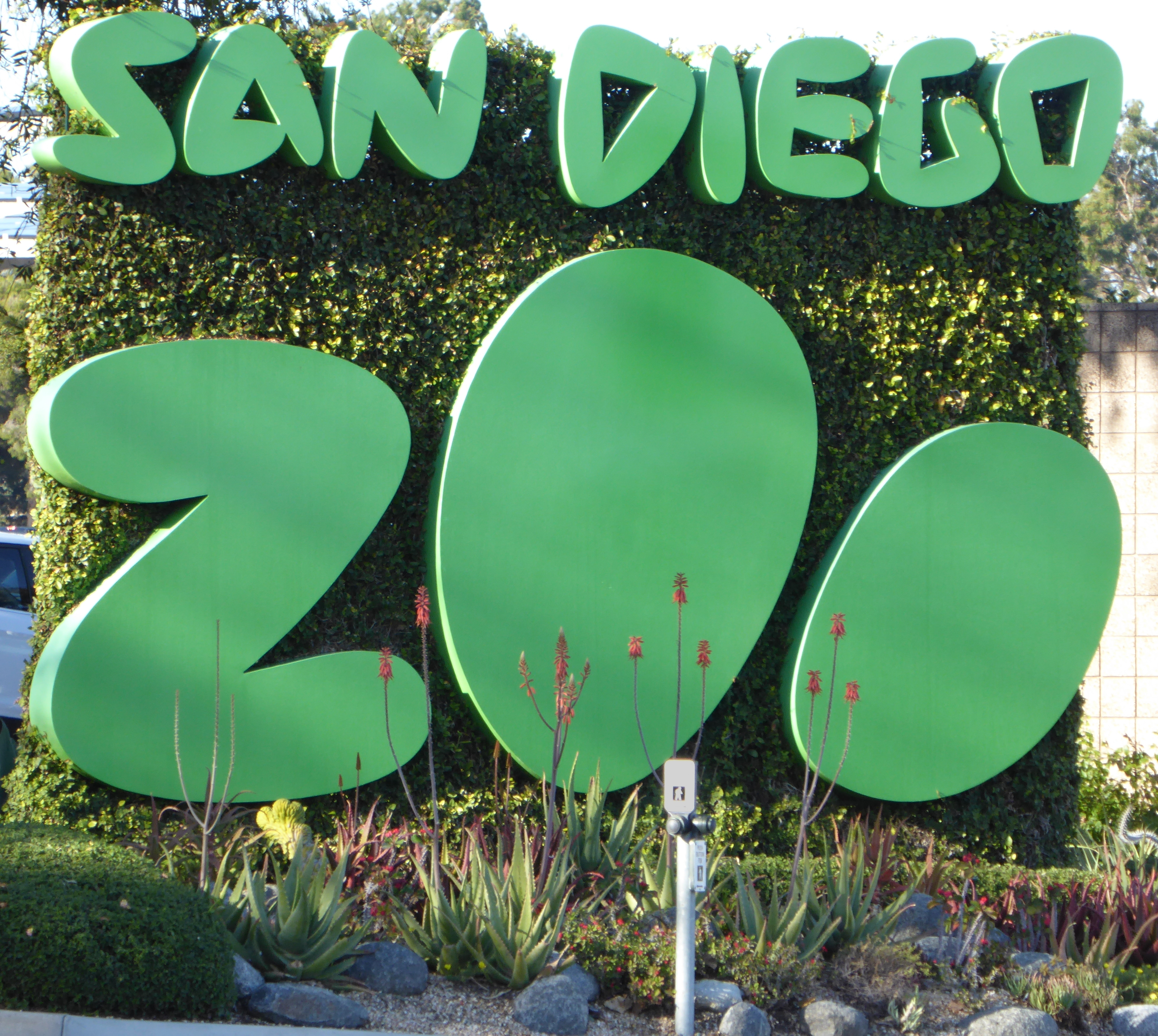
O Zoológico de San Diego estabeleceu o primeiro programa de "zoológico congelado" em 1972

Um zoológico congelado é uma instalação de armazenamento em que materiais genéticos retirados de animais (por exemplo, DNA, esperma, óvulos, embriões e tecidos vivos) são armazenados em temperaturas muito baixas (-196 °C) em tanques de nitrogênio líquido. O material preservado dessa maneira pode ser armazenado indefinidamente e usado para inseminação artificial, fertilização in vitro, transferência de embriões e clonagem. Algumas instalações também coletam e criopreservam material vegetal (geralmente sementes).
O primeiro zoológico congelado foi estabelecido no zoológico de San Diego pelo patologista Kurt Benirschke em 1972. Na época não havia tecnologia disponível para fazer uso da coleção, mas Benirschke acreditava que tal tecnologia seria desenvolvida no futuro. A ideia do zoológico congelado foi posteriormente apoiada no artigo de 1992 de Gregory Benford, propondo uma Biblioteca da Vida. Zoológicos como o Zoológico de San Diego e programas de pesquisa como o Audubon Center for Research of Endangered Species criopreservam material genético para proteger a diversidade do fundo genético de espécies ameaçadas ou para fornecer uma reintrodução prospectiva de espécies extintas como o lobo-da-tasmânia e o mamute.
A coleta de material para um zoológico congelado é simplificada pela abundância de esperma nos machos. O esperma pode ser retirado de um animal após a morte. A produção de óvulos, que nas fêmeas costuma ser baixa, pode ser aumentada por meio de tratamento hormonal para obtenção de 10 a 20 ovócitos, dependendo da espécie. Alguns zoológicos congelados preferem fertilizar óvulos e congelar o embrião resultante, pois os embriões são mais resistentes ao processo de criopreservação. Alguns centros também coletam amostras de células da pele de animais ameaçados de extinção ou espécies extintas. O Scripps Research Institute transformou com sucesso células da pele em culturas de células especiais chamadas células-tronco pluripotentes induzidas (células IPS). É teoricamente possível fazer espermatozoides e óvulos a partir dessas células IPS.
Desde 2021, vários animais cujas células foram preservadas em zoológicos congelados foram clonados para aumentar a diversidade genética de espécies ameaçadas. Uma tentativa de clonar uma espécie extinta foi feita em 2003; o recém-nascido íbex-dos-pirenéus morreu de um distúrbio de desenvolvimento que pode estar ligado à clonagem, e não há amostras genéticas suficientes em zoológicos congelados para recriar uma população de íbex-dos-pirenéus reprodutora.

## Zoológicos congelados existentes
O Zoológico Congelado no Instituto de Pesquisa de Conservação do Zoológico de San Diego atualmente armazena uma coleção de 8 400 amostras de mais de 800 espécies e subespécies. O Zoológico Congelado no Instituto de Pesquisa de Conservação atuou como precursor de projetos semelhantes em outros zoológicos nos Estados Unidos e na Europa. No entanto, ainda existem menos de uma dúzia de zoológicos congelados em todo o mundo.
No Centro de Reprodução para a Vida Selvagem Arábica Ameaçada (Breeding Centre for Endnagered Arabian Wildlife, BCEAW) dos Emirados Árabes Unidos, em Xarja, os embriões armazenados incluem o Felis silvestris gordoni e o leopardo-árabe (Panthera pardus nimr) (dos quais existem apenas 50 na natureza).
O Centro Audubon para Pesquisa de Espécies Ameaçadas, afiliado à Universidade de Nova Orleans, mantém um zoológico congelado. Em 2000, o Centro implantou um embrião congelado e descongelado do gato-selvagem-africano altamente ameaçado de extinção no útero de um gato doméstico, resultando em um gato selvagem macho saudável.
O Frozen Ark é um zoológico congelado estabelecido em 2004 e administrado em conjunto pela Sociedade Zoológica de Londres, pelo Museu de História Natural de Londres e pela
O Centro de Biociência Regenerativa da Universidade da Geórgia está construindo um zoológico congelado. O diretor do Centro, Steven Stice, e o professor assistente de ciência animal e leiteira Franklin West criaram a instalação com o intuito de salvar espécies de gatos ameaçadas de extinção. Os cientistas já extraíram células de um tigre-de-sumatra, que podem ser usadas para inseminação artificial. A inseminação artificial é um remédio para animais que, por razões anatômicas ou fisiológicas, não conseguem se reproduzir de forma natural. A reprodução do material genético armazenado também permite o fomento de melhoramentos genéticos e a prevenção da endogamia. A tecnologia moderna permite a manipulação genética em animais sem mantê-los em cativeiro. No entanto, o sucesso de sua restauração na natureza exigiria a aplicação de nova ciência e uma quantidade suficiente de material coletado anteriormente.

## Uso

### Gauro
Um gauro que morreu de causas naturais teve algumas células da pele congeladas e adicionadas ao Zoológico Congelado de San Diego. Oito anos depois, o DNA dessas células foi inserido em um óvulo de vaca doméstica para criar um embrião que foi então implantado em uma vaca doméstica (Bos taurus). Em 8 de janeiro de 2001, o gauro, chamado Noah, nasceu em Sioux Center, Iowa. Noah estava inicialmente saudável, mas no dia seguinte, ele teve enterite clostridial e morreu de disenteria dentro de 48 horas após o nascimento. Isso não é incomum em animais não clonados e os pesquisadores não acharam que fosse devido à clonagem.

### Bantengue
O bantengue foi a segunda espécie ameaçada de extinção a ser clonada com sucesso e o primeiro clone a sobreviver além da infância. Cientistas da Advanced Cell Technology em Worcester, Massachusetts, extraíram DNA de células da pele de um bantengue macho morto, que foram preservadas nas instalações do Zoológico Congelado de San Diego, e as transferiram para óvulos de vacas bantengue domésticas, um processo chamado transferência nuclear de células somáticas. Trinta embriões foram criados e implantados em vacas bantengues domésticas. Duas levaram a gravidez até ao fim e deram à luz por cesariana. O primeiro bantengue nasceu em 1 de abril de 2003, e o segundo dois dias depois. O segundo foi sacrificado, aparentemente sofrendo de síndrome da prole grande (um distúrbio de crescimento excessivo), mas o primeiro sobreviveu e viveu por sete anos no zoológico de San Diego, onde morreu em abril de 2010 depois de quebrar uma perna e ser sacrificado.

### Clone do cavalo-de-przewalski

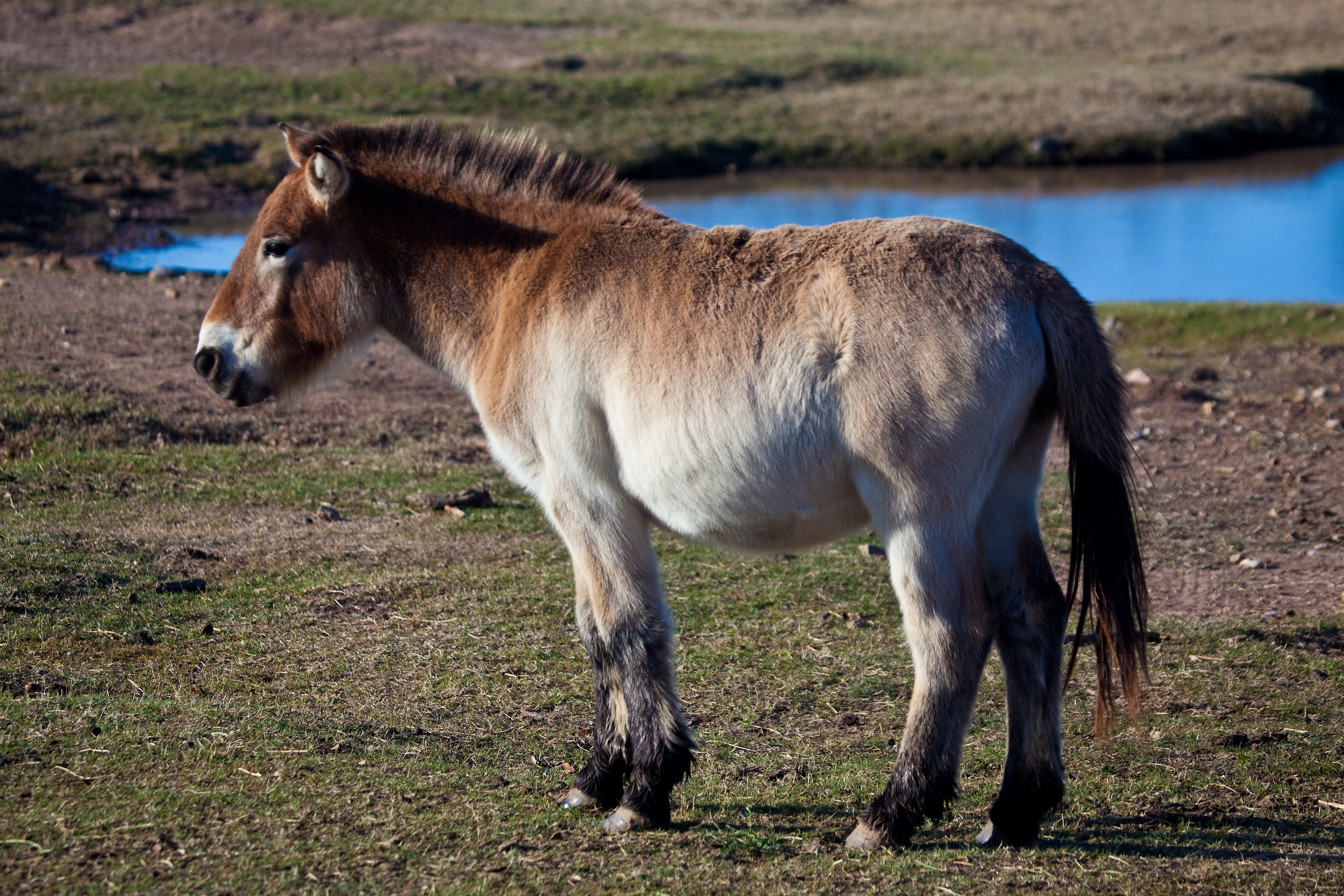
Um cavalo-de-przewalski

Em 2020, nasceu o primeiro cavalo-de-przewalski clonado, resultado de uma colaboração entre San Diego Zoo Global, ViaGen Equine e Revive & Restore. A clonagem foi realizada por transferência nuclear de células somáticas (TNCS), em que embrião viável é criado por meio do transplante do núcleo contendo DNA de uma célula somática para um óvulo imaturo (ovócito) que teve seu próprio núcleo removido, produzindo descendentes geneticamente idênticos ao doador de células somáticas. Como o ovócito utilizado era de um cavalo doméstico, este foi um exemplo de TNCS interespécies.
O doador de células somáticas foi um cavalo-de-przewalski garanhão chamado Kuporovic, nascido no Reino Unido em 1975 e transferido três anos depois para os EUA, onde morreu em 1998. Devido a preocupações com a perda de variação genética na população de cavalo-de-przewalski em cativeiro, e em antecipação ao desenvolvimento de novas técnicas de clonagem, o tecido do garanhão foi criopreservado no Zoológico Congelado do Zoológico de San Diego. A criação deste indivíduo nos anos 80 já havia aumentado substancialmente a diversidade genética da população em cativeiro, depois que foi descoberto que ele tinha mais alelos únicos do que qualquer outro cavalo que vivia na época, incluindo outro material genético perdido de dois dos fundadores originais em cativeiro. Para produzir o clone, fibroblastos de pele congelados foram descongelados e cultivados em cultura de células. Um ovócito foi coletado de um cavalo doméstico, e seu núcleo substituído por um núcleo coletado de um fibroblasto de cavalo-de-przewalski cultivado. O embrião resultante foi induzido a iniciar a divisão e foi cultivado até atingir o estágio de blastocisto, então implantado em uma égua substituta doméstica, que carregou o embrião e deu à luz um potro com o DNA do cavalo-de-przewalski garanhão falecido há muito tempo.
O cavalo clonado recebeu o nome de Kurt, em homenagem ao Dr. Kurt Benirschke, geneticista que desenvolveu a ideia de criopreservar material genético de espécies consideradas ameaçadas de extinção. Suas ideias levaram à criação do Zoológico Congelado como uma biblioteca genética. Há um rebanho reprodutor no San Diego Zoo Safari Park. Uma vez que o potro crescer, ele será transferido para o rebanho de reprodução no San Diego Zoo Safari Park para passar os genes de Kuporovic para a população de cavalos-de-przewalski em cativeiro e aumentar a variação genética da espécie.

### Doninha-de-patas-pretas
As células de duas doninhas-de-patas-pretas capturadas na década de 1980 que nunca se reproduziram em cativeiro foram preservadas no Zoológico Congelado da San Diego Wildlife Alliance. Uma delas foi clonada para aumentar a diversidade genética nesta espécie em dezembro de 2020. Mais clones de ambas estão planejados. Elas serão inicialmente criadas separadamente da população não clonada.

### Íbex-dos-pirenéus

Diagrama de clonagem transespécies do íbex-dos-pirenéus

O íbex-dos-pirenéus foi extinto em 2003. Em 2003, células congeladas do último (um macho morto por um galho em queda) foram usadas para clonar 208 embriões, dos quais 7 foram implantados com sucesso em cabras, com uma delas conseguindo engravidar e dar à luz. Este íbex morreu de insuficiência respiratória logo após o nascimento; muito possivelmente como resultado do processo de clonagem, seus pulmões não se desenvolveram adequadamente. Pode não haver células de indivíduos suficientes preservadas para criar uma população reprodutora.